# Пробел Герцшпрунга

Эволюционный трек звезды с массой 5, на котором показан пробел (промежуток) Герцшпрунга

Пробел Герцшпрунга (иногда разрыв Герцшпрунга или промежуток Герцшпрунга) является выделенной областью на диаграмме Герцшпрунга — Рассела. Он назван в честь Эйнара Герцшпрунга, который первым заметил отсутствие звёзд в области диаграммы, лежащей на пересечении линий спектрального класса между А5 и G0 и абсолютными величинами от +1m до −3m (то есть между звёздами в верхней части главной последовательности и красными гигантами с массами примерно в 1,5 солнечных масс). Когда звезда в процессе её эволюции попадает в пробел Герцшпрунга, это означает, что термоядерный синтез гелия из водорода в ядре уже закончился, но горение гелия ещё не началось.
Звезды существуют в пробеле Герцшпрунга крайне недолго по сравнению с временем жизни звезды (тысячи лет, по сравнению с десятками и сотнями миллионов лет жизни звезды), поэтому эта часть диаграммы почти пуста. Из 11 000 звёзд, которые были целями спутника Hipparcos только несколько звезд находились в этой области.